# Siegfried Barchet
Siegfried Barchet (* 21. Mai 1918; † 17. April 1982) war ein deutscher Cellist und Komponist. Er wirkte mehr als 30 Jahre als Solocellist des Stuttgarter Kammerorchesters.

## Werke (Auswahl)
- Sinfonie f. Streicher C-dur
- Serenata in modo classica
- Introduktion u. Burleske f. Fagott u. Streichtrio
- Images de Menton (Suite pour Violoncelle seul)
- Miniaturen f. Streichquartett No. 1-5
- Quartett f. Flöte u. Streichtrio
- Concertino f. Englischhorn u. Streichorch.
- Quodlibet f. Bläserquintett
- Nonchalance für Violoncello und Klavier
- Nocturne f. Violoncello u. Klavier
- Streichtrio C-dur
- Divertimento f. 2 Violinen u. Viola
- Quartett f. Oboe u. Streichtrio

| Personendaten    | Personendaten                   |
| ---------------- | ------------------------------- |
| NAME             | Barchet, Siegfried              |
| KURZBESCHREIBUNG | deutscher Cellist und Komponist |
| GEBURTSDATUM     | 21. Mai 1918                    |
| STERBEDATUM      | 17. April 1982                  |